# Euronychodon portucalensis
 Euronychodon portucalensis  (“diente garra de Europa”) es una especie y tipo del género extinto de dinosaurio celurosauriano trodóntido, que vivió a finales del período Cretácico, hace aproximadamente entre 70 millones de años, entre el Campaniense y el Maastrichtiense, en lo que es hoy Europa. Sus restos constan de tres dientes. En 1988 se refirió a Paronychodon lacustris, que luego se consideraron lo suficientemente diagnósticos como para representar un género y especie distintos. Fueron encontrados en la localidad de Taveiro, fechado entre el Campaniano y el Maastrichtiano, alrededor de 70 millones de años. Es la especie tipo de Euronychodon , fue nombrada y descrita en 1991 por Miguel Telles Antunes y Denise Sigogneau-Russell. El nombre genérico es una contracción de "Europa" y Paronychodon . El holotipo CEPUNL TV 20, es uno de los dientes. Tiene 1,8 milímetros de largo, es recurvada y muy alargado. La corona del diente es curva y muy alargada con dos huecos verticales alargados en el lado, separados por un saliente medio. El borde posterior muestra un retorcimiento repentino a aproximadamente dos tercios de la altura. No hay una clara constricción de la base del diente. El diente tiene una sección transversal en forma de D con el lado convexo en el exterior. Los descriptores dieron una falta de cavidades como justificación para nombrar un nuevo taxón. Los otros dos dientes, CEPUNL TV 18 y CEPUNL TV 19, son los paratipos.